# Aeroportul Aiome
Aeroportul Aiome (IATA: AIE, ICAO: AYAO) este un aeroport din Madang Province⁠(d), Papua Noua Guinee.
Situat la o altitudine de 107 m, aeroportul dispune de o singură pistă.